# Jesse Wallin
Jesse Wallin, né le 10 mars 1978 à Saskatoon au Canada, est un joueur professionnel de hockey sur glace de la Ligue nationale de hockey.

## Carrière
Choisi au repêchage d'entrée dans la LNH 1996 en 26e position par les Red Wings de Détroit, il commence sa carrière en Ligue nationale de hockey en 1999 avec la franchise du Michigan, après avoir joué dans la Ligue américaine de hockey avec les Red Wings de l'Adirondack et les Mighty Ducks de Cincinnati.
En 2003, alors qu'il vient d'être échangé aux Flames de Calgary et qu'il n'a pas encore joué le moindre match, il subit une grave blessure qui met un terme à sa carrière. En LNH il totalise 2 points en 49 matchs.
En 2005, il devient entraîneur assistant des Rebels de Red Deer de la Western Hockey League, équipe pour laquelle il joue au niveau junior de 1994 à 1998.

## Statistiques
Pour les significations des abréviations, voir Statistiques du hockey sur glace.
| Saison     | Équipe                     | Ligue      |    | Saison régulière | Saison régulière | Saison régulière | Saison régulière | Saison régulière |    | Séries éliminatoires | Séries éliminatoires | Séries éliminatoires | Séries éliminatoires | Séries éliminatoires |
| Saison     | Équipe                     | Ligue      | PJ | B                | A                | Pts              | Pun              | PJ               | B  | A                    | Pts                  | Pun                  |                      |                      |
| 1994-1995  | Rebels de Red Deer         | WHL        | 72 | 4                | 16               | 20               | 72               | --               | -- | --                   | --                   | --                   |                      |                      |
| 1995-1996  | Rebels de Red Deer         | WHL        | 70 | 5                | 19               | 24               | 61               | 9                | 0  | 3                    | 3                    | 4                    |                      |                      |
| 1996-1997  | Rebels de Red Deer         | WHL        | 59 | 6                | 33               | 39               | 70               | 16               | 1  | 4                    | 5                    | 10                   |                      |                      |
| 1997-1998  | Rebels de Red Deer         | WHL        | 14 | 1                | 6                | 7                | 17               | 5                | 0  | 1                    | 1                    | 2                    |                      |                      |
| 1998-1999  | Red Wings de l'Adirondack  | LAH        | 76 | 4                | 12               | 16               | 34               | 3                | 0  | 2                    | 2                    | 2                    |                      |                      |
| 1999-2000  | Mighty Ducks de Cincinnati | LAH        | 75 | 3                | 14               | 17               | 61               | --               | -- | --                   | --                   | --                   |                      |                      |
| 1999-2000  | Red Wings de Détroit       | LNH        | 1  | 0                | 0                | 0                | 0                | --               | -- | --                   | --                   | --                   |                      |                      |
| 2000-2001  | Mighty Ducks de Cincinnati | LAH        | 76 | 2                | 15               | 17               | 50               | 4                | 0  | 1                    | 1                    | 4                    |                      |                      |
| 2000-2001  | Red Wings de Détroit       | LNH        | 1  | 0                | 0                | 0                | 2                | --               | -- | --                   | --                   | --                   |                      |                      |
| 2001-2002  | Red Wings de Détroit       | LNH        | 15 | 0                | 1                | 1                | 13               | --               | -- | --                   | --                   | --                   |                      |                      |
| 2001-2002  | Mighty Ducks de Cincinnati | LAH        | 5  | 1                | 1                | 2                | 2                | --               | -- | --                   | --                   | --                   |                      |                      |
| 2002-2003  | Red Wings de Détroit       | LNH        | 32 | 0                | 1                | 1                | 19               | --               | -- | --                   | --                   | --                   |                      |                      |
| 2003-2004  | Lock Monsters de Lowell    | LAH        | 1  | 0                | 0                | 0                | 0                | --               | -- | --                   | --                   | --                   |                      |                      |
| Totaux LNH | Totaux LNH                 | Totaux LNH | 49 | 0                | 2                | 2                | 34               |                  |    |                      |                      |                      |                      |                      |